# Grassette d'Arvet-Touvet
Pinguicula arvetii
Espèce
Classification phylogénétique
La grassette d'Arvet-Touvet  (Pinguicula arvetii Genty) est une espèce de plantes à fleurs de la famille des Lentibulariacées et du genre Pinguicula. C'est une plante herbacée vivace originaire des Alpes.

## Description
La grassette d'Arvet-Touvet, longtemps confondue avec Pinguicula grandiflora et Pinguicula vulgaris, est une plante herbacée terrestre vivace, à feuilles vert tendre, oblongues et possédant des poils glanduleux.

## Biotope
C'est une plante des tourbières basses basophiles que l'on retrouve dans les groupements végétaux relevant du Caricion davallianae Klika 1934.

## Localisation
Cette espèce est endémique des Alpes cottiennes et du massif du Mercantour - Argentera. On la trouve par exemple dans la réserve naturelle nationale de Ristolas - Mont-Viso. 

## Protection
Cette espèce est protégée dans la région Provence-Alpes-Côte d'Azur, et par conséquent sur l'ensemble de son aire de répartition naturelle.